# Apokalipszis (Kalapács-album)
Az Apokalipszis a Kalapács zenekar hetedik nagylemeze, amely 2009-ben jelent meg. A lemez nem követte a Mítosz során kipróbált vonalat, a szövegek ismét a mindennapi emberi-társadalmi problémákkal foglalkoznak a történelem helyett. A lemez különlegessége, hogy a rendezői feladatokat ezúttal nem Weisz László gitáros, hanem Beloberk Zsolt dobos látta el.

## Az album dalai
1. Mutáns vagyok - 3:54
2. Sohase vár - 5:12
3. Apokalipszis - 3:30
4. Patkánymese - 3:30
5. Álarc - 3:06
6. Kósza vér - 4:12
7. Gyilkos tánc - 3:24
8. Majdnem szabadon - 4:00
9. Én vagyok a neked való - 4:36
10. Idegen világ - 4:06
11. A vég - 4:06
12. A rock, háború - 5:18

## Közreműködők
- Kalapács József - ének
- Beloberk Zsolt - dob
- Beloberk István - basszusgitár
- Sárközi Lajos - gitár
- Weisz László - gitár
- Hangmérnök: Küronya Miklós
- Zenei rendező: Beloberk Zsolt
- Produkciós vezető: Hartmann Kristóf